# Eleutherodactylus grahami
Espèce
Statut de conservation UICN

 EN B1ab(iii) : En danger
Eleutherodactylus grahami est une espèce d'amphibiens de la famille des Eleutherodactylidae.

## Répartition
Cette espèce est endémique d'Haïti. Elle se rencontre dans les départements d'Artibonite et du Nord-Ouest de 20 à 330 m d'altitude.

## Description
Les mâles mesurent jusqu'à 25 mm.

## Étymologie
Cette espèce est nommée en l'honneur d'Eugene D. Graham.

## Publication originale
- Schwartz, 1979 : A new species of Eleutherodactylus (Amphibia, Anura, Leptodactylidae) from northwestern Haiti, Hispaniola. Journal of Herpetology, vol. 13, no 2, p. 199-202.